# Zeeg

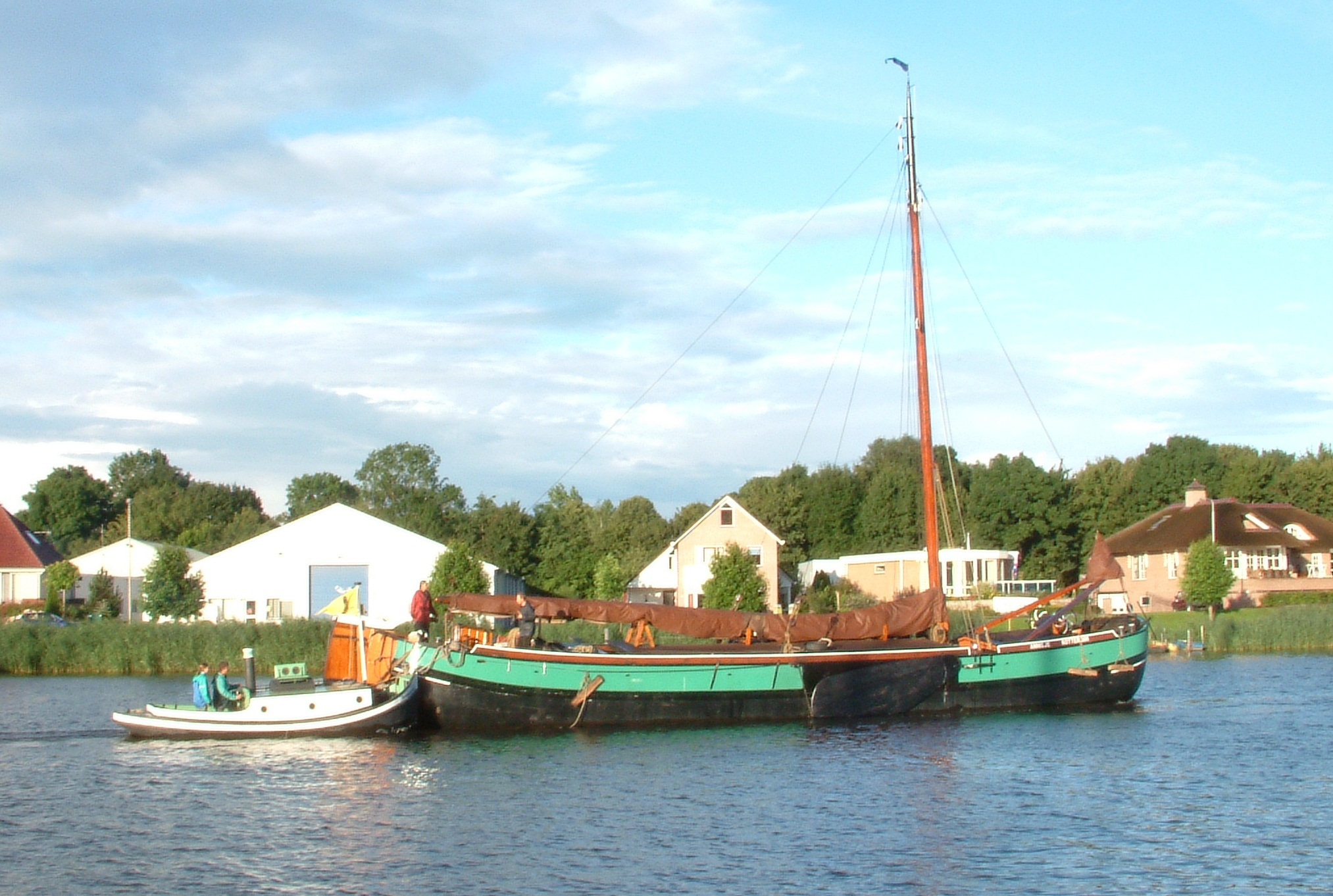
Twee schepen met zeeg

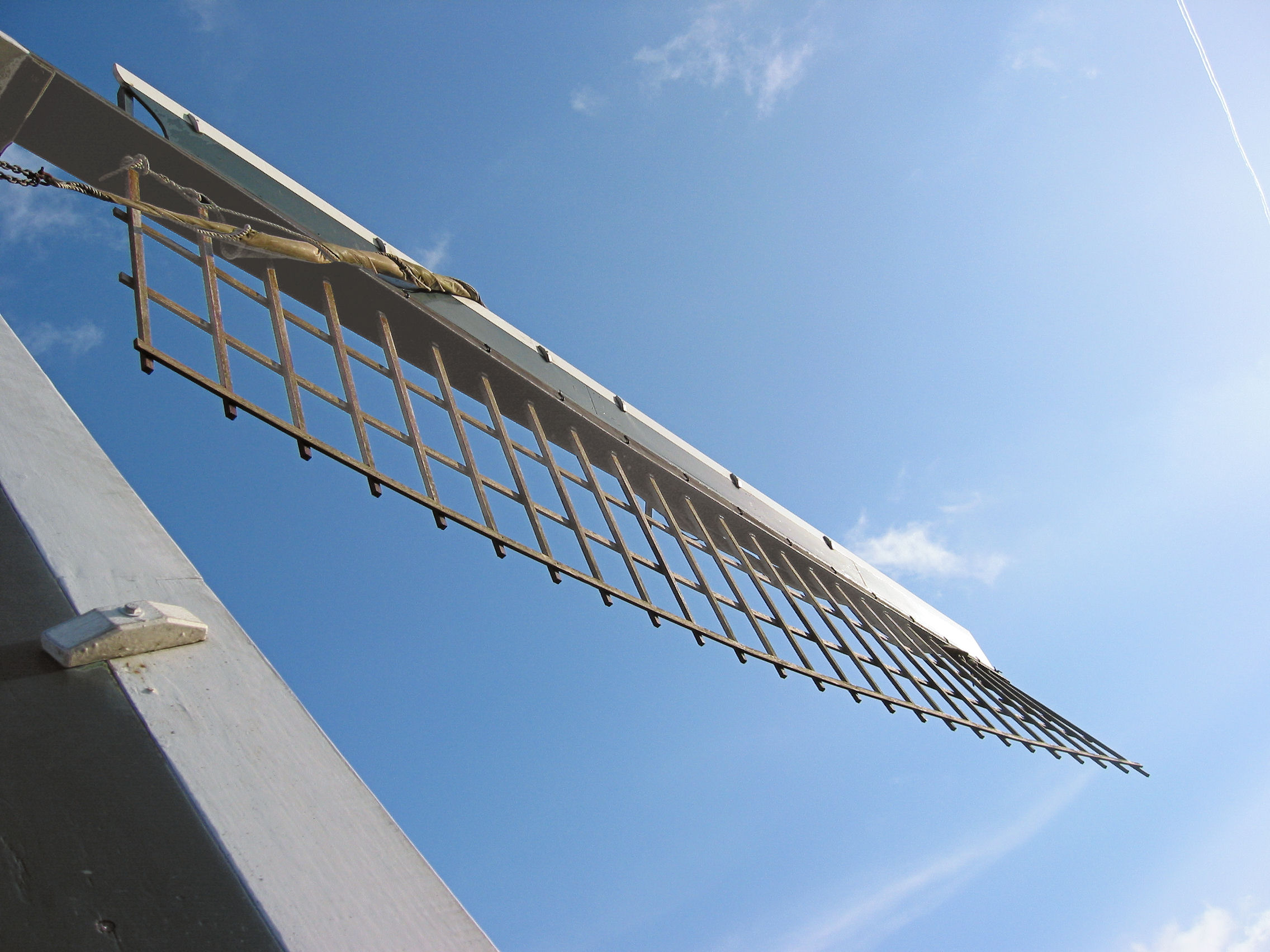
Zeeg van de Walderveense molen

De zeeg is een gebogen lijn in een constructie. De term gezeegd duidt op het bezitten van een ronding of kromming in een object. Het is een term die gebruikt wordt in:
- de scheepsbouw: de langsscheepse rondte, het oplopen van het dek in de lengterichting, volgens een gebogen lijn vanuit het midden van de lengte van het schip, naar de voor- en de achtersteven. Niet te verwarren met dekrondte, wat een gebogen lijn in de breedterichting van een schip is. De zeeg dient voor de zeewaardigheid en ter vergroting van het reservedrijfvermogen van het voor- en achterschip, waar door het grotere vrijboord inkomende golven minder schade aan kunnen richten. Sommige binnenschepen werden uit sterkteoverwegingen met een negatieve zeeg gebouwd - een kattenrug - om de vervorming die door zware lading ontstaat te compenseren.

- de waterstaat: een zeeg is een gewestelijke benaming voor een - veelal gegraven - hoofdwatergang, met name in de Betuwe, waarin het water uit kavelsloten wordt verzameld[1] en die in de Linge uitmondt. In Park Lingezegen wordt op een dubbelzinnige manier van deze aanduiding gebruik gemaakt. Ook de overgebleven waterloop na de Rijnverlegging van 1530 - 1536 werd een zeeg genoemd.

- de bouwkunde: zeeg is het verschil in hoogte, gemeten in het midden, van de onderkant van een draagconstructie in onbelaste toestand. Een balk wordt in het midden meestal iets opgebogen, zodat na het aanbrengen van belastingen, de onderzijde door de optredende doorbuiging op het gewenste niveau komt. De zeeg dient dus ter compensatie van deze doorbuiging. De vereiste grootte van de zeeg kan door berekening worden bepaald. Hierbij zijn onder andere de volgende grootheden van belang: de belastingen op de balk, de lengte van de constructie, de elasticiteitsmodulus en de eventuele kruip van het materiaal.

- de molenbouw: het hekwerk van molenwieken met een oudhollandse tuigage, Dekkerwiek en Busselneuzen, maar ook een wiek met zelfzwichting, heeft een zeeg, waardoor efficiënter van de wind gebruikgemaakt wordt.

- de landmeetkunde: het doorhangen van een door de lucht gespannen meetlint wordt zeeg genoemd.

- de visserij: een net dat wordt uitgevaren en in een boog wordt dichtgetrokken waarbij de vis wordt ingesloten en gevangen.

- de valkerij: zeeg (bijvoeglijk naamwoord) betekent tam; "de valk is zeeg".